# Boy Akba Diby
Boy Akba Diby, född 1945, är en friidrottare från Elfenbenskusten. Han deltog vid olympiska sommarspelen 1968.